# آكل العسل أصفر النقط
آكل العسل أصفر النقط (الاسم العلمي: Meliphaga notata) (بالإنجليزية: Yellow-spotted Honeyeater)‏ هو نوع من الطيور يتبع جنس آكل العسل من فصيلة آكلات العسل.